# باری‌کلا
باریکلا، روستایی است از توابع بخش چمستان شهرستان نور در استان مازندران ایران.

## جمعیت
این روستا در دهستان میان‌رود (نور) قرار دارد و براساس سرشماری مرکز آمار ایران در سال ۱۳۸۵، جمعیت آن ۵۴۶ نفر (۱۱۵خانوار) بوده‌است. مردم این روستا به زبان مازندرانی صحبت میکنند.